# Erwin Weill

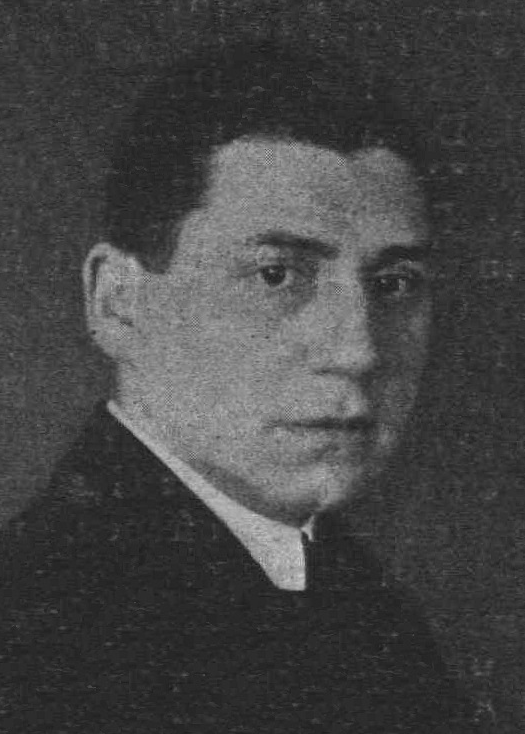
Aufnahme aus dem Jahr 1922

Erwin Louis Weill (geboren 2. November 1885 in Wien; gestorben vermutlich nach dem 9. Jänner 1942 im KZ Riga-Kaiserwald) war ein österreichischer Schriftsteller.

## Leben
Erwin Louis Weill studierte an den Universitäten von Zürich und München und war danach als Schriftsteller tätig. Er publizierte Gedichte, Schlagertexte und Dramen für die Sprech- und Musiktheaterbühne. In den 1920er Jahren wurde er vor allem als Autor historischer Romane bekannt.
1923 wurde Weill Co-Direktor von Robert Blum (1881–1952) an dem am 29. Jänner 1924 (als 17. Wiener Theater) eröffneten Modernen Theater im Palais des Kaufmännischen Vereins, Johannesgasse 4, Wien-Innere Stadt.
Ab dem 30. November 1941 war Weill im KZ Theresienstadt interniert; von dort wurde er am 9. Jänner 1942 nach Riga deportiert, wo er dann ermordet wurde.

## Werke

### Lyrik
- Tage der Garben. Gedichte. Verlag Josef Singer, Straßburg-Leipzig 1909.
- Die Taxushecke. Gedichte aus der galanten Zeit. Mit drei Radierungen von Paul Walter Stix. Ed. Strache, Wien 1921.
- Der Lustgarten der Marquise. Neue Rokokogedichte. Mit Illustrationen nach Radierungen von Rudolf Hannich. Konegen Verlag, Wien 1926.
- Rokokogedichte. Privatdruck (Druckerei Kiesel), Salzburg 1936.

### Prosa
- Miniaturen der Liebe. Novelle. „Wila“ Wiener Literarische Anstalt, Wien 1920.
- Das Haus der Träumer. Roman. Verlag Ed. Strache, Wien-Prag-Leipzig 1921.
- Indische Flamme. Roman. Rikola Verlag, Wien-Leipzig-München 1922.
- Der Chinchillamantel. Roman. Deutsch-Oesterreichischer Verlag, Wien 1923.
- Der Palast zu den tausend Wonnen. Roman. Schusdek Verlag, Wien-Leipzig 1924.
- In einem kühlen Grunde. Der Roman des jungen Eichendorff. Ed. Strache, Wien 1925.
- Venezianische Sonne. Der Roman des Malers Giorgione. Ed. Strache, Wien-Prag-Leipzig 1926.
- Das Ewig-Weibliche. Novellen und Dialoge. Steyrermühl Verlag, Wien 1926. Band 383/384 aus der Reihe Tagblatt-Bibliothek.
- Alice Rockebilts Europafahrt. Roman. 1926.
Alice entdeckt Europa. Neufassung des Romans. Glöckner-Verlag, Berlin 1930, Glöckner-Bücher Nr. 81
- Spielball. Roman. 1927.
- Berühmte Räuber. Nach authentischen Quellen zusammengestellt. Mit sechs Portraits nach Vorlagen aus der ehemaligen kaiserlichen Fideikommißbibliothek in Wien. Steyrermühl Verlag, Wien 1927.
- Der Mann der Nächte. Roman. 1927.
- Lautlose Götter. Glöckner-Verlag, Berlin 1930.
- Requiem. Der Roman des Wolfgang Amadeus Mozart. Mit einem Vorwort von Friedrich Schreyvogl. Bergland Verlag, Graz 1932.
- Casanova. Ein Lebensbild. Bergland Verlag, Graz-Wien-Leipzig 1933 (Bergland-Buch, Sonderband 17).
- Flamme aus Spanien. Der Roman des Ignatius von Loyola. Bergland Verlag, Graz-Wien-Leipzig 1933 (Bergland-Buch, Sonderband 8).
- Schönbrunn – Sanssouci. Der Roman des Siebenjährigen Krieges. Bergland Verlag, Graz-Wien-Leipzig 1933 (Bergland-Buch, Sonderband 10).
- Gottes Bollwerk. Ein Starhemberg Roman aus der Türkenzeit. Amonesta Verlag, Wien 1933.
- Vier Frauen und ein Kaiser. Bergland Verlag, Graz-Wien-Leipzig 1935 (Bergland-Buch, Sonderband 26).
- Kronprinz Rudolf. Das Leben eines merkwürdigen Mannes. Verlag Szelinski & Co., Wien 1936.

Kleine Texte
- Greta Garbo. 28 Bilder mit einer biographischen Skizze von Erwin Weill. Verlag Schwidernoch, Wiener Graphische Kunstanstalt, Wien 1930 (Der Film. Monographien, 1. Heft).

Sonstiges
- Sylvester. Eine Sommergeschichte. (Dieses nachgelassene letzte Werk von Paul Busson hat Erwin Weill abgeschlossen.) Speidel, Wien 1927.
- Vorwort zu Gerhard Fischer: Halbmond um Wien anno 1683. Historischer Roman. Bergland-Buch, Graz 1933.

### Bühnenwerke
- Madame. Schauspiel (Einakter, zusammen mit Georg Britting; verschollen?). UA 27. März 1913 Regensburg (Stadttheater)

### Libretti
- Großstadtmärchen. Operette in 3 Akten von Erwin Weill und Bruno Hardt-Warden. Musik: Richard Fall. Brüder Mändl, Wien/Leipzig 1919, UA 10. Jänner 1920 Wien (Carltheater)
- Adjeu, du schöne Welt! Ein heiteres Spiel in 1 Akt. Musik: Ferdinand Scherber, o. J.

### Lied- und Schlagertexte und sonstige Vertonungen

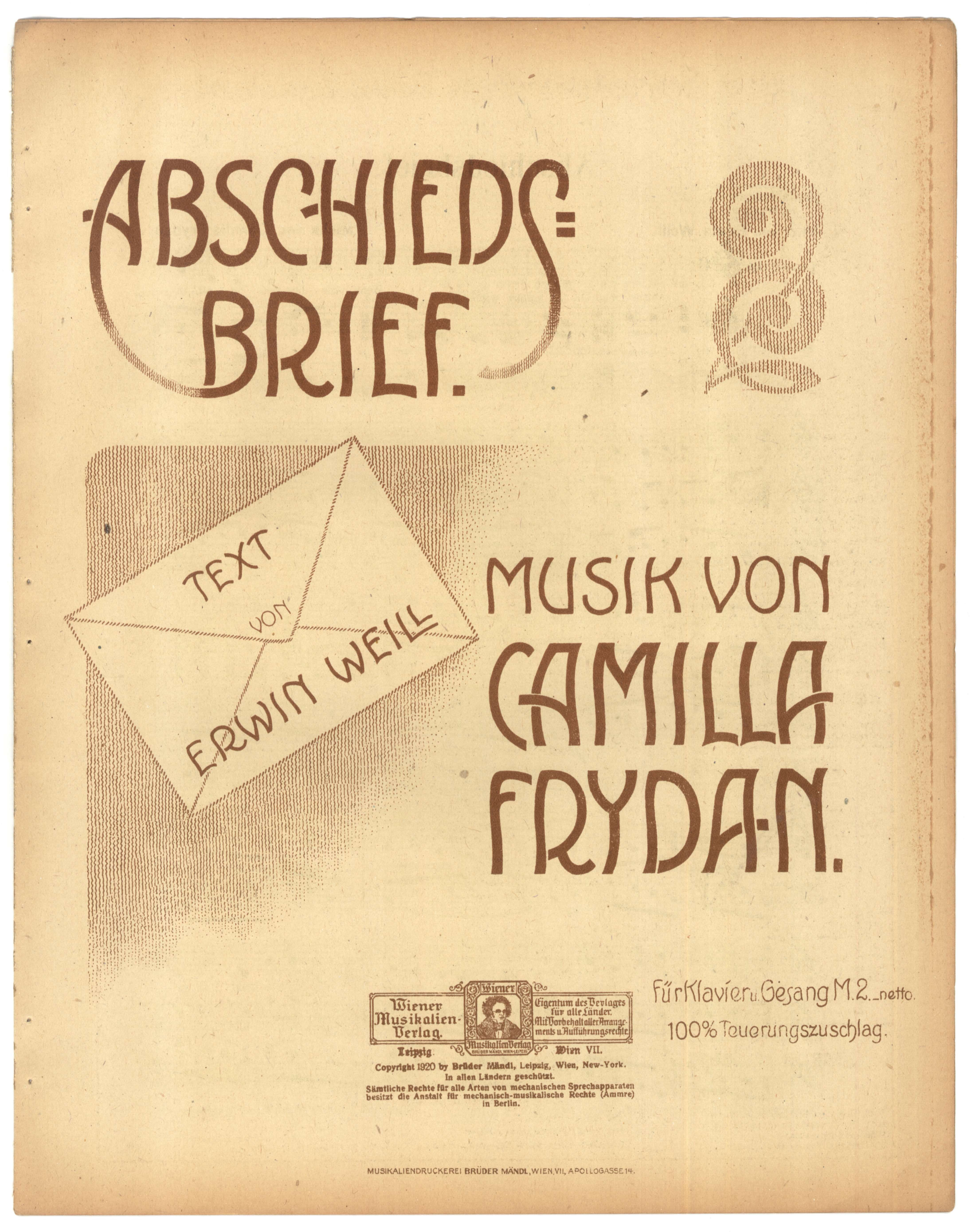
Abschiedsbrief

- Abschiedsbrief. Lied. Musik: Camilla Frydan. Mändl, Wien 1920.
- Am Wegesrand. Lied. Musik: Arthur Perles. Autograph, o. J.
- Da draußen in der Wachau. Valse Boston. Musik: Ernst Arnold, op. 37. Brüll, Berlin 1921.
- Das Boudoir der Comtesse de P. Lied. Musik: Julius A. Heller. Josef Eberle, Wien 1910.
- Das ist die Stunde, die mich traurig macht Boston triste. Musik: Béla Laszky. Edition Scala, Wien 1928.
- Die Beichte der Königin Marie Antoinette. Melodram. Musik: Max Ast.
- Die Vicomtesse de Folignar an den Marquis Saint Saaveur. Melodram. (Sprechstimme mit Klavier). Musik: Max Ast.
- Der Herzog von Richelieu an die Actrice Zephire. Chanson. Musik: Karl Bittner, o. J.
- Fieber. Tondichtung für Singstimme und Orchester. Musik: Franz Lehár, 1915.
- Es hat der Wind mein Lied verweht. Lied. Musik: Karl Bittner, o. J.
- Gwendolyn...! Lied. Musik: Camilla Frydan. Orpheus-Verlag Wien 1925.
- Komödie des Herzens. Lied. Musik: Louis Roth, Autograph, o. J.
- Matrosenabschied. Lied. Musik: Richard Maux, op. 112, 1920.
- Mondschein Sonate. Lied. Musik: Louis Roth, Autograph, o. J.
- Sehnsucht. Valse Boston. Musik: Ernst Arnold, op. 207, Josef Blaha, Wien 1926. (Radioschlager. Ernst Arnolds Werke Nr. 33)
- Zuspruch. Lied. Musik: Georg Jokl, 1919.